# Robert Darnton
Robert Darnton (Nova Iorque, 10 de maio de 1939) é um historiador cultural e bibliotecário estadunidense.

## Biografia
Nascido em Nova Iorque em 1939, diplomou-se na Phillips Academy em 1957 e em Harvard em 1960, e teve doutorado em História na universidade inglesa de Oxford.
Especialista em história da França do século XVIII, seus estudos estão voltados para o Iluminismo e a Revolução Francesa.
Lecionou em Princeton de 1968 a 2007, quando se tornou professor da Universidade Carl H. Pforzheimer também assumiu a direção da Biblioteca da Universidade Harvard. Abraçou a missão de digitalizar e tornar acessível gratuitamente pela internet o conjunto da produção intelectual da universidade norte-americana.

## Publicações no Brasil
- O grande massacre de gatos e outros episódios da história cultural francesa
- Boemia literária e revolução
- O beijo de Lamourette
- Edição e sedição, O Iluminismo como negócio
- Os dentes falsos de George Washington e O lado oculto da Revolução
- Best-sellers proibidos da França pré-revolucionária (Esta obra ganhou, em 1995, o prêmio National Book Critics Circle na categoria de crítica).

## Outres imagens

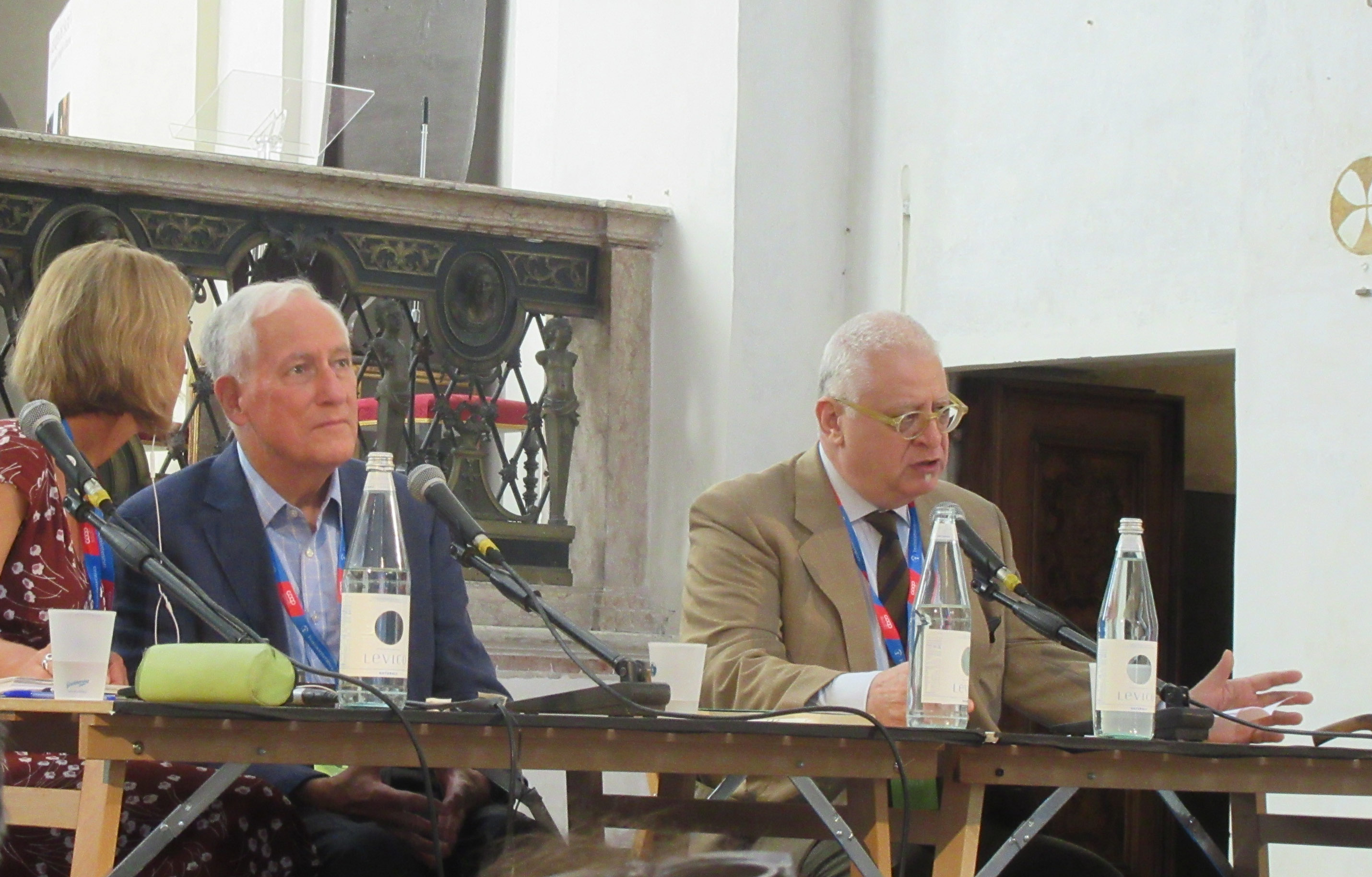
O prof. Darnton com o prof. Hans Tuzzi no Festivaletteratura de Mantova, 8 de setembro de 2018

## Honrarias
- Ordem de Mérito de 1ª Classe - Cavaleiro da Legião de Honra